# Trzcinnik piaskowy
Trzcinnik piaskowy (Calamagrostis epigejos (L.) Roth) – gatunek rośliny z rodziny wiechlinowatych (Poaceae). Jako gatunek rodzimy występuje w Eurazji oraz wschodniej i południowej Afryce. Ponadto zawleczony na oba kontynenty amerykańskie i na Tasmanię. W Polsce wszędzie pospolity. Gatunek pionierski na ubogich nieużytkach, odłogach, zrębach. 

## Morfologia

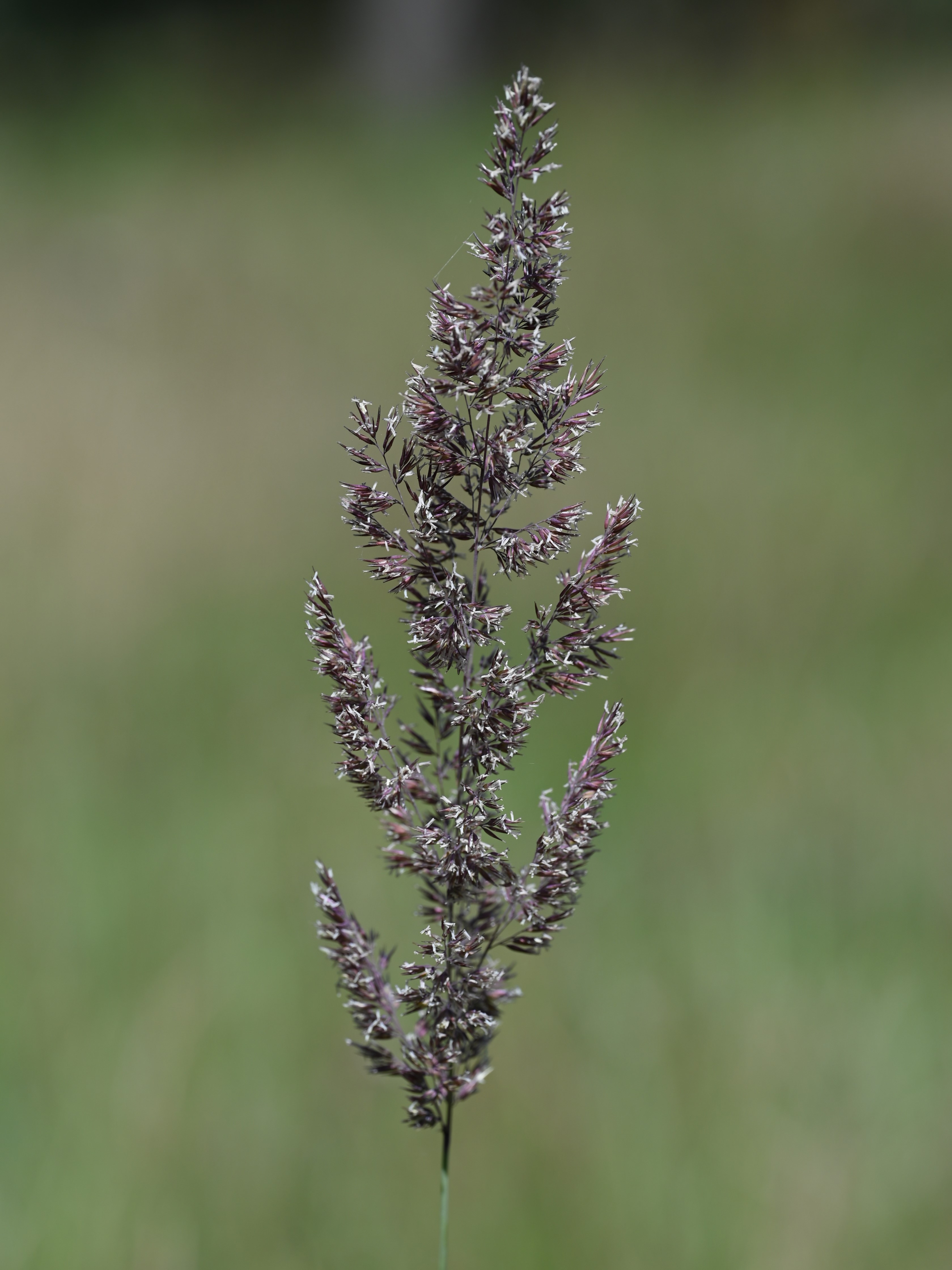
Kwiatostan

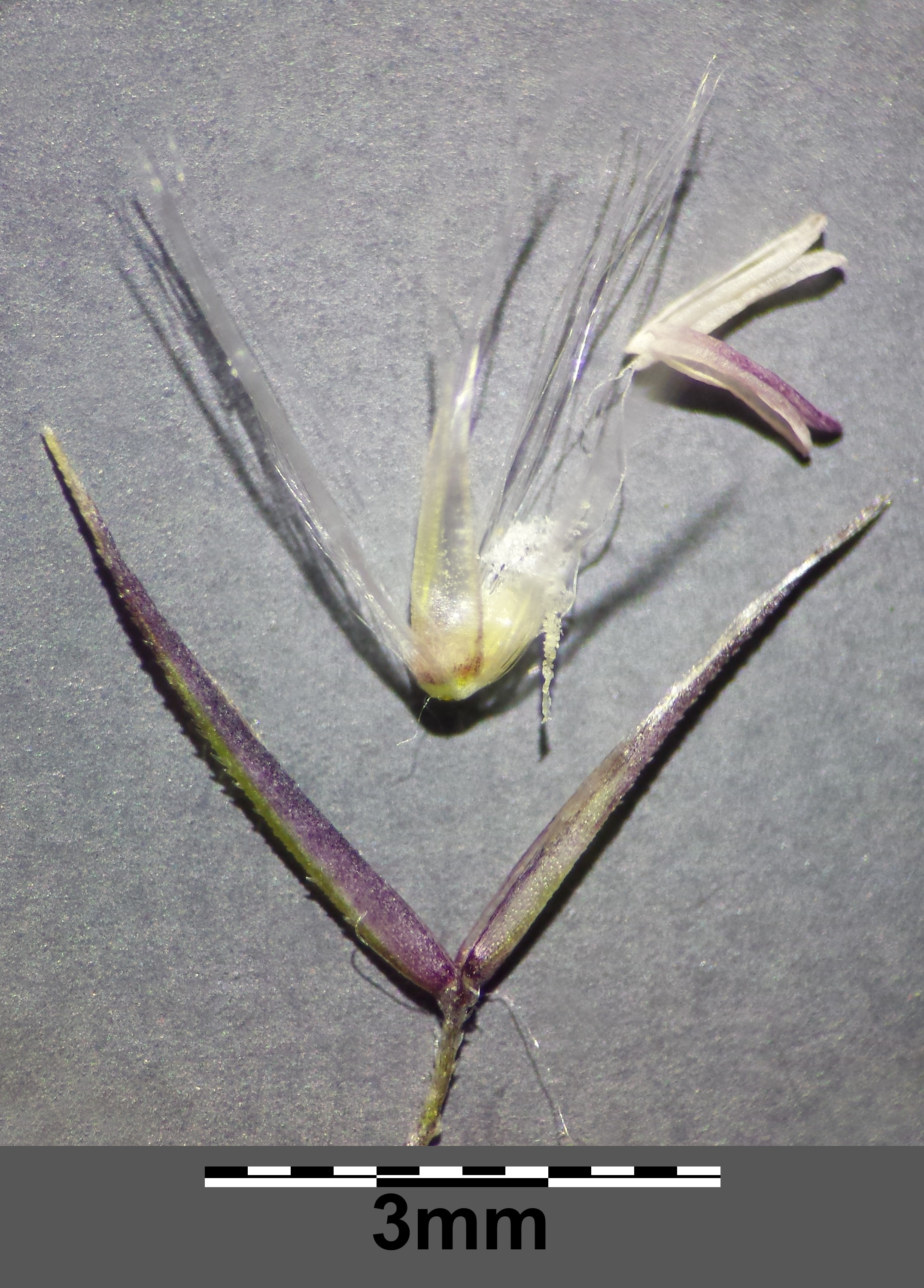
Kłosek

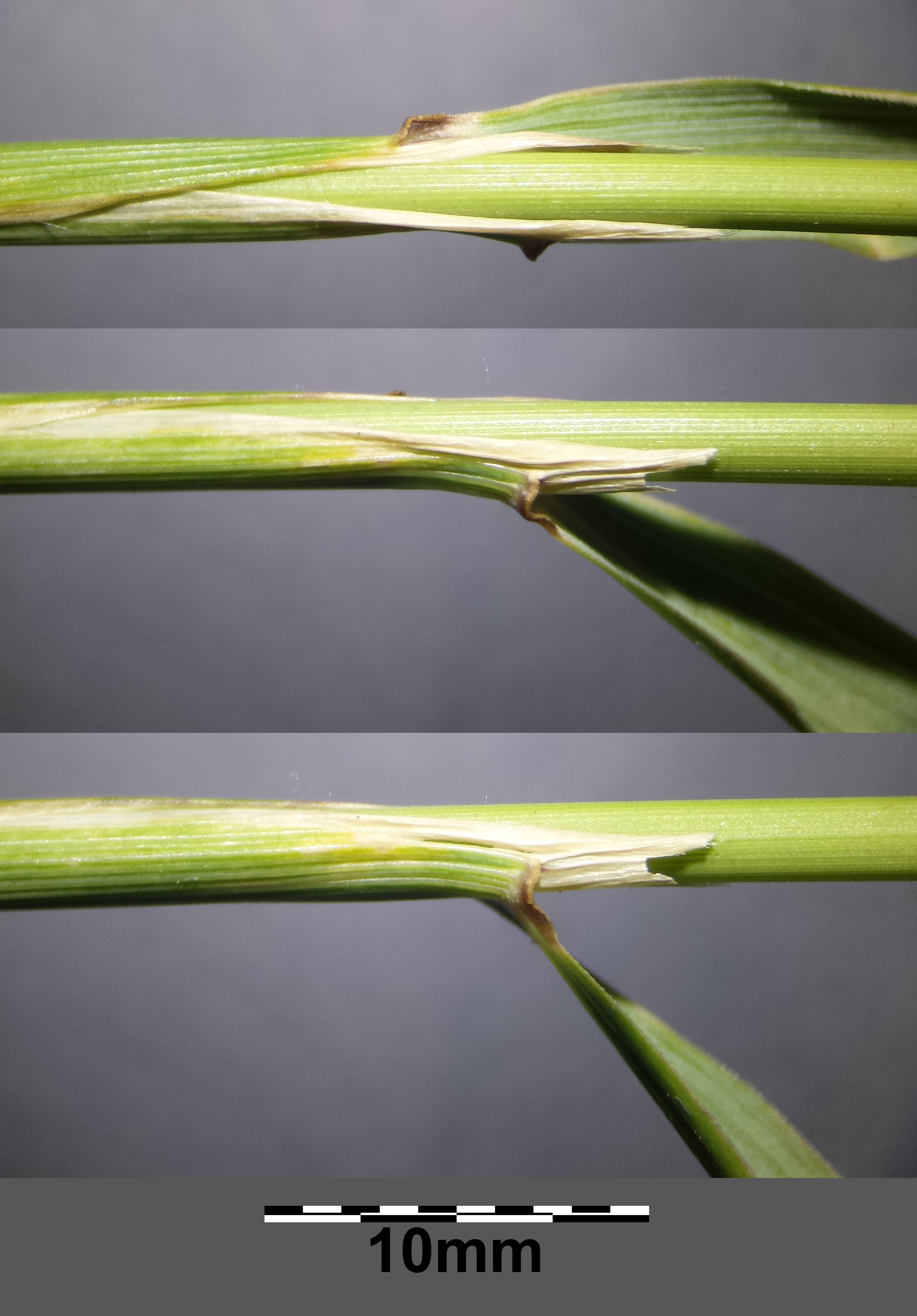
Nasada blaszki z języczkiem

PokrójZe względu na szybkie rozprzestrzenianie się za pomocą rozłogów podziemnych i nadziemnych tworzy często rozległe łany, nierzadko jednogatunkowe agregacje.
ŁodygaGrube i sztywno wzniesione źdźbła osiągają wysokość do 2 m. Mają 2–3 międzywęźla, pod wiechą są szorstkie i zwykle nie rozgałęziają się.
KłączeSilne kłącze rozgałęzia się na liczne, cienkie rozłogi podziemne osiągające do 100 cm długości i grube nadziemne o długości kilku cm.
LiścieSzarozielone, do 70 cm długości i 15 mm szerokości, sztywne, nagie, gęsto żeberkowane. Na brzegu ostre, ząbkowane (bardzo szorstkie), w miejscach suchych zwinięte. Od dołu błyszczące. Języczek liściowy tępo zakończony, czasem porozrywany, od 4 do 14 mm długi, żółtawy, często fioletowo zabarwiony. Pochwa liściowa otwarta i szorstka.
KwiatyZebrane w kwiatostan - prosto wzniesioną wiechę. Gałązki ku górze skierowane u dołu do 8 cm długości. Kwiaty skupione w kłoskach 5-7 mm długości, ostro zakończonych i szorstkich. Ich barwa i tym samym całego kwiatostanu może być jasnozielona do fioletowo nabiegłej.
OwocOkryty plewkami ziarniak, żółtawy o długości 1,5 mm i 0,4 mm szerokości.

## Biologia
Bylina. Kwitnie od lipca do września. Kwiaty są wiatropylne. 2n = 28 i 56.

## Ekologia

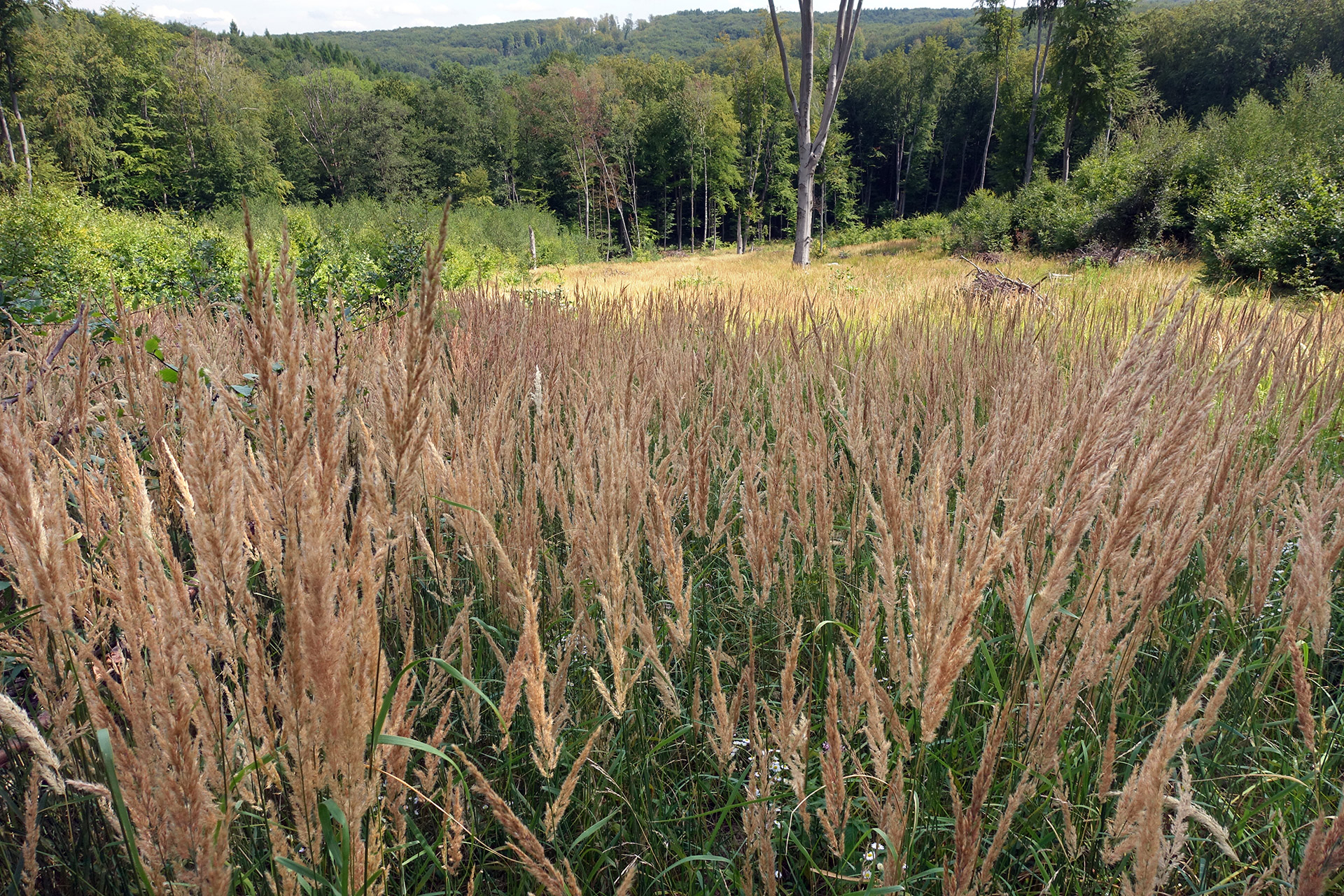
Zbiorowisko z trzcinnikiem piaskowym

Gatunek o niewielkich wymaganiach siedliskowych. Jest światłolubny, choć rośnie też w miejscach umiarkowanie zacienionych. Jest wskaźnikowy dla niskiego poziomu wód gruntowych. Najsilniej rośnie na glebach luźnych i kwaśnych. Za sprawą silnie rosnących rozłogów zagłusza inne gatunki. W leśnictwie traktowany jako uporczywy chwast. W klasyfikacji zbiorowisk roślinnych gatunek charakterystyczny dla Cl. Epilobietea angustifolii i Ass. Calamagrostietum epigeji. Masowo porasta niezalewane odsypiska rzeczne w dolinach rzek.

## Zmienność
Opisywanych jest kilka podgatunków i odmian:
- C. epigejos ssp. macrolepis (Litv.) Tzvelev
- C. epigejos ssp. meinshausenii Tzvelev
- C. epigejos var. epigejos (L.) Roth
- C. epigejos var. georgica (K. Koch) Ledeb.

Tworzy mieszańce  z trzcinnikiem leśnym, lancetowatym, prostym, szuwarowym i pstrym. Tworzy też sterylne mieszańce międzyrodzajowe z piaskownicą zwyczajną (Ammophila arenaria), spotykane w Polsce nad Bałtykiem. 

## Zastosowanie
Trawa bezwartościowa gospodarczo, choć młode rośliny w przypadku braku innej karmy, mogą być używane jako pożywienie zwierząt trawożernych. Można też używać trzcinnika jako ściółkę pod zwierzęta lub w nasadzeniach do umacniania piaszczystych lub żwirowych skarp.